# Egon Steinmann
Egon Steinmann (Karlovac, 14. srpnja 1901. – Zagreb, 22. veljače 1966.), hrvatski arhitekt.
Steinmann djeluje u razdoblju međuratne zagrebačke arhitekture. Diplomirao je na Arhitektonskom odjelu kraljevske tehničke škole u Zagrebu 1924. godine.
Nakon usavršavanja u Parizu 1925., zapošljava se u državnoj službi kao arhitekt Banske uprave na poslovima velikih državnih službi i investicija. Zahvaljujući oblikovnom talentu, tehničkim sposobnostima i državi kao investitoru ostvaruje niz osebujnih djela koja, iako ne pripadaju prethodnim povijesnim razdobljima, nisu strogo smještena ni u razdoblje moderne.
U periodu između dva rata objavljuje više usko specijaliziranih teoretskih tekstova o projektiranju i izgradnji uglavnom školskih zgrada navodeći primjere iz svojih projekata i realizacija. Također je bio autor oblikovanja naslovnice kataloga predstavljanja umjetnosti i zanata Kraljevine Srba Hrvata i Slovenaca na Međunarodnoj izložbi oblikovnih umjetnosti i suvremenih industrija (Exposition Internationale des Arts Decoratifs et Industriels Modernes) godine 1925. u Parizu. U razdoblju od 1932. do 1943. napisao je 18 članaka, uglavnom o visoko specijaliziranim tehničkim temama.
Nakon drugog svjetskog rata Steinmann ostatak radnog vijeka provodi u projektnom birou "Plan", kao specijalist za industrijsku arhitekturu. U sklopu tog biroa izvodi desetak industrijskih pogona na području Hrvatske.
Njegova arhitektura naglašava ekspresivnost, klasičnost u postavi volumena, simetriji i monumentalnosti, kao i sklad i odmjerenost oslobođenu ornamenata. Kao jedan od glavnih predstavnika međuratnog razdoblja, upotrebljava karakterističan polukružno zaobljen ugao zgrade ili njezinih elemenata, kao i okrugle prozore, plitke kose krovove, trijemove ili istake. Jezik kojim barata je racionalan, upotrebljava standardne materijale i proizvodne mogućnosti vremena ali i nove konstrukcije. Svojim opusom Steinmann se ubraja među najveće arhitekte razdoblja, te ostavlja bogato arhitektonsko i graditeljsko naslijeđe gradu Zagrebu kao i hrvatskoj arhitekturi.

## Djela
- Tvornica „Janko Gredelj” u Zagrebu iz 1965.
- Tvornica računskih strojeva u Zagrebu iz 1965.
- Nova tvornica pogona »Josip Kraš« u Zagrebu iz 1964.
- Tvornica ulja u Zagrebu iz 1963.
- Pivovara u Otočcu iz 1961.
- Tvornica ulja u Slovenskoj Bistrici iz 1960.
- Tvornica stakla u Straži iz 1954.
- Centralna mašinska radionica u Sesvetskom Kraljevcu iz 1951.
- Palionicа i vagonske hale „Ðuro Ðaković” u Slavonskom Brodu, izgrađeno 1949. – 50.
- Sindikalni dom (hotel Orce Nikolov) u Ohridu
- Ministarstvo unutarnjih poslova u Skopju iz 1947. (srušeno u potresu 1963. godine)
- Filozofski fakultet u Skoplju iz 1947. (srušeno u potresu 1963. godine)
- Pošta II u Branimirovoj ulici iz 1939.
- Zgrada srednje i osnovne škole u Kušlanovoj ulici 1937.
- Sokolski dom u Zagrebu, 1933.[1]
- Zgrada srednjih škola u Križanićevoj ulici 1932.
- Ortopedska i zubna klinika Medicinskog fakulteta Sveučilišta u Zagrebu na Šalati 1929.
- Fizikalni zavod Sveučilišta u Zagrebu, Marulićev trg 19. u Zagrebu(sjeverozapadna zgrada trga) - prema osnovnim skicama arhitekta Vjekoslava Bastla iz 1901., 1929.

## Vanjske poveznice
- Steinmann, Egon Hrvatska tehnička enciklopedija, portal hrvatske tehničke baštine. LZMK